# Mercedes-Benz type 638
Mercedes-Benz type 638 var en varebil og konkurrent til Volkswagen Transporter (T4). Modellen blev solgt under navnene Vito (varebil) og V-klasse (personbil).
Modellen var efterfølgeren for MB 100, og havde tværliggende frontmotor og forhjulstræk. W638 blev bygget mellem november 1995 og september 2003 i Vitoria-Gasteiz i Spanien, hvorefter den blev afløst af type 639. I 1997 blev Vito valgt til Van of the Year.

## Modeller og motorer
Vito var en varebil fra byggeserien W638 − 638/1. Den mere komfortable variant af modelserien var V-klassen, som fra april 1996 blev solgt som personbil. Teknisk set var begge modeller næsten identiske, V-klassen var dog bedre støjdæmpet og standardudstyret med luftaffjedret bagaksel, som til Vito kunne leveres som ekstraudstyr. Optisk adskilte modellerne sig bl.a. på for- og baglygterne, kølergrillen og sidespejlene, som på Vito var større og ulakerede.
Betegnelsen Vito var afledt af modellernes produktionssted Vitoria-Gasteiz i Spanien. Oprindeligt skulle bilen have heddet Vitoria, men firmaet SEAT havde ladet dette navn beskytte til eget brug.

### Modelvarianter
Vito fandtes i følgende udførelser:
- Mixto med to sæderækker og lille lastrum
- Minibus, kaldet Transporter med tre sæderækker
- Kassevogn med én sæderække og stort lastrum
- Autocampere fra firmaet Westfalia
  - Vito F med fremklappeligt bagsæde med sengefunktion
  - Vito Marco Polo, kompakt autocamper med opklappeligt tag med seng, køleboks, gaskøkken, bagsæde/liggekombination etc.

V-klassen fandtes som personbil i følgende udstyrsvarianter:
- Trend
- Fashion
- Ambiente

## Tekniske data
| Model                  | Cylindre      | Ventiler      | Slagvolumen (cm³) | Maks. effekt kW (hk) ved omdr./min. | Maks. drejnings- moment Nm ved omdr./min. | Motorkode            | Byggeår       |
| Benzinmotorer          | Benzinmotorer | Benzinmotorer | Benzinmotorer     | Benzinmotorer                       | Benzinmotorer                             | Benzinmotorer        | Benzinmotorer |
| ---------------------- | ------------- | ------------- | ----------------- | ----------------------------------- | ----------------------------------------- | -------------------- | ------------- |
| Vito 113/V 200         | 4             | 16            | 1998              | 95 (129)/5100                       | 186/3600−4500                             | M 111 E 20           | 1995−2003     |
| Vito 114/V 230         | 4             | 16            | 2295              | 105 (143)/5000                      | 215/3500−4500                             | M 111 E 23           | 1996−2003     |
| V 280                  | 6             | 12            | 2792              | 128 (174)/6000                      | 237/2800−3200                             | M 1041               | 1997−2003     |
| Dieselmotorer          |               |               |                   |                                     |                                           |                      |               |
| Vito 108 D             | 4             | 8             | 2299              | 58 (79)/3800                        | 152/2300−3000                             | OM 601 D 23          | 1995−1999     |
| Vito 110 D/V 230 TD    | 4             | 8             | 2299              | 72 (98)/3800                        | 230/1700−2400                             | OM 601 D 23 LA       | 1995−1999     |
| Vito 108 CDI           | 4             | 16            | 2151              | 60 (82)/3800                        | 200/1500−2400                             | OM 611 DE 22 LA red. | 1999−2003     |
| Vito 110 CDI/V 200 CDI | 4             | 16            | 2151              | 75 (102)/3800                       | 250/1600−2400                             | OM 611 DE 22 LA red. | 1999−2003     |
| Vito 112 CDI/V 220 CDI | 4             | 16            | 2151              | 90 (122)/3800                       | 300/1800−2500                             | OM 611 DE 22 LA      | 1999−2003     |

## Sikkerhed
Det svenske forsikringsselskab Folksam vurderer flere forskellige bilmodeller ud fra oplysninger fra virkelige ulykker, hvorved risikoen for død eller invaliditet i tilfælde af en ulykke måles. I rapporterne Hur säker är bilen? er/var Vito i årgangene 1996 til 2003 klassificeret som følger:
- 2013: Mindst 20% bedre end middelbilen[3]
- 2015: Mindst 20% bedre end middelbilen[4]

## Kvalitetsproblemer
W638-serien led indtil slutningen af sin byggeperiode af forskellige kvalitetsproblemer, blandt andet massive korrosionsproblemer i elsystemet, især i den elektroniske niveauregulering. I modellens sidste produktionsår, 2003, gennemgik den omfangsrige forbedringer. I Dekras brugtbilrapport fra 2016 kritiseres specielt bremsesystemet og bilens kvalitet bliver samlet set bedømt som dårlig.